# Hans Hildebrand
 (août 2011).
Si vous disposez d'ouvrages ou d'articles de référence ou si vous connaissez des sites web de qualité traitant du thème abordé ici, merci de compléter l'article en donnant les références utiles à sa vérifiabilité et en les liant à la section « Notes et références ».
Ne doit pas être confondu avec Hans Hildebrand (historien de la marine).
Hans Olof Hildebrand Hildebrand est un archéologue, historien, numismate et archiviste suédois né le 5 avril 1842 à Stockholm et mort le 2 février 1913. Il est le fils de Bror Emil Hildebrand et de Anna Mathilda Ekecrantz. Il épouse Elin Maria Charlotta Martin en 1867.

## Parcours

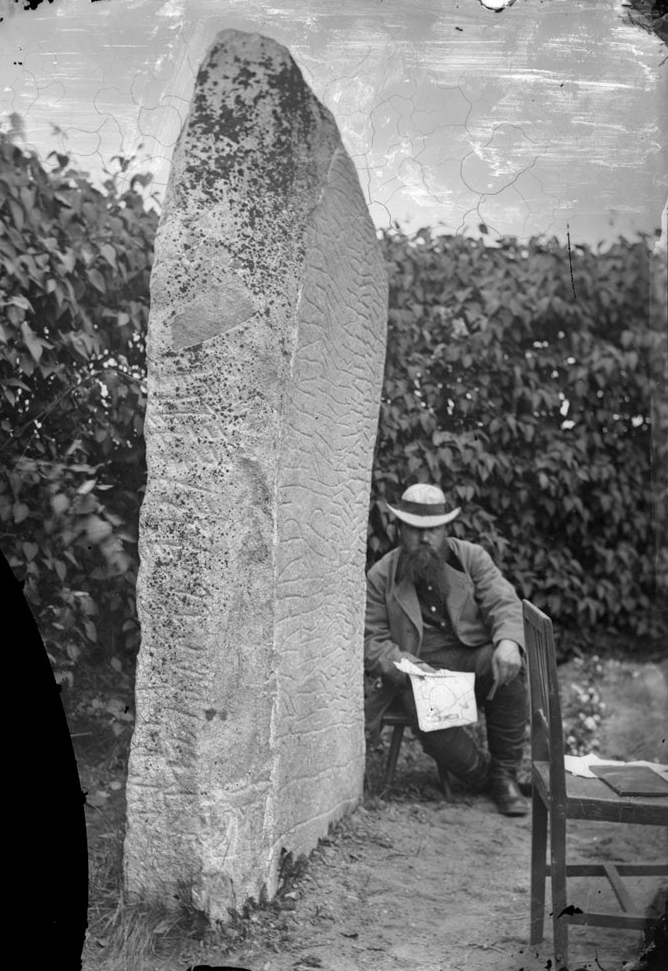
Hans Hildebrand assis auprès de la Pierre de Rök, photographie de C. F. Lindberg.

De 1860 à 1865, il étudie la philosophie à l’Université d'Uppsala et est embauché au musée archéologique. Après la démission de son père en 1879, il est nommé archiviste du Royaume. Cofondateur de la Société de géographie et d’anthropologie de Suède, il effectue des voyages scientifiques à plusieurs reprises. Il est en outre secrétaire général du Congrès d’archéologie et d’anthropologie de Stockholm en 1874 et représente la Suède aux congrès de Bologne (1871), de Bruxelles (1872), de Budapest (1876) et de Lisbonne (1880).
Il est nommé à l’Académie suédoise en 1891 et en est secrétaire perpétuel pro tempore en 1912. Il est également secrétaire de l’Académie Royale Suédoise des Belles-Lettres, de l'Histoire et des Antiquités de 1879 à 1907 et conservateur de la direction nationale du patrimoine de Suède (Riksantikvarieämbetet). Il est par ailleurs membre de l’Académie royale des sciences de Suède à partir de 1891 et contribue à la fondation du journal académique Fornvännen. Il est enfin correspondant de la Société berlinoise d’anthropologie, d’ethnologie et de préhistoire.

## Travaux
Hans Hildebrand est considéré, avec son père et son collègue Oscar Montelius, comme un des fondateurs de l’archéologie suédoise. Ses travaux portent essentiellement sur le Moyen Âge classique et le Moyen Âge tardif. Il est reconnu comme étant un pionnier dans la technique de la typologie archéologique.
Il est entre autres rédacteur du Antiqvarisk Tidskrift för Sverige et du Manadsblad.

### Publications
- Svenska folket under hedna tiden, 2e édition en 1872.
- Lifvet på Island under sagotiden, 2e édition en 1881.
- Afrika i våra dagar, 1868.
- Bidrag till spännets historia, 1872–1874.
- Den vetenskapliga fornforskningen, 1873.
- De förhistoriska folken i Europa, 1873–1880.
- Folkens tro om sina döda, 1874.
- Den kyrkliga konsten i Sverige under medeltiden, 1874.
- Troas och Homeros' Troja, 1878.
- Sveriges medeltid, 1879.
- Från äldre tider, 1882.